# Архипелаг Чагос
Архипелаг Чагос је група шест атола са 60 тропских острва у Индијском океану, која се налазе око 500 km јужно од Малдива и 1. 600 km југозападно од Индије, на пола пута између Африке и Индонезије. Цели архипелаг је део Британске прекоморске територије.
Укупна површина архипелага је 60 km², са највећим острвом Дијего Гарсија које има површину од 27,20 km². Највећи атол на свету, Велики Чагос, део је архипелага Чагос и има укупну површину (углавном воду) од 13.000 km² .
1. Дијего Гарсија (Дијего Гарсија и три мала острва)
2. Егмонт острва (7 острва)
3. Перос Банос (27 острва)
4. Соломонова острва (11 острва)
5. Велики Чагос (7 острва)
6. Бленим гребен

Острва је открио Васко де Гама у раном 16. веку, а освојили су га Французи у 18. веку као део Маурицијуса. Велика Британија је преузела архипелаг и Маурицијус 1814. године.
Пре доласка европских насељеника на острвима је живело неколико стотина становника индијског порекла познатих под именом Илоис. Британска влада је све Илиосе протерала на Маурицијус и Сејшеле у периоду између 1967. и 1973. године.
Данас су једини становници острва припадници америчке и британске морнарице који имају базу на острву Дијего Гарсија.
У току је спровођење истраге о протеривању домородачког становништва са острва.